# Kalle Tuppurainen
Kalle Tuppurainen (ur. 28 listopada 1904 w Korolahti, zm. 1 stycznia 1954 w Lapinlahti) – fiński biathlonista i biegacz narciarski.

## Kariera
Uczestniczył w zawodach w latach 20. i 30. XX wieku. W 1928 wystąpił na igrzyskach olimpijskich w Sankt Moritz, wspólnie z Eino Kuvają, Esko Järvinenem i Veikko Ruotsalainenem zajmując drugie miejsce w zawodach pokazowych w patrolu wojskowym. W 1938 roku startował w biegu na 50 km podczas mistrzostw świata w Lahti, gdzie zajął 51. miejsce.
Pracował jako policjant w regionie Kuopio.

## Osiągnięcia w biegach

### Mistrzostwa świata
| Miejsce | Dzień     | Rok  | Miejscowość | Konkurencja          | Wynik zwycięzcy | Strata | Zwycięzca      |
| ------- | --------- | ---- | ----------- | -------------------- | --------------- | ------ | -------------- |
| 51.     | 27 lutego | 1938 | Lahti       | 50 stylem klasycznym | 4:06:09         | +39:32 | Kalle Jalkanen |